# Gephyrota glauca
Gephyrota glauca is een spinnensoort in de taxonomische indeling van de renspinnen (Philodromidae).
Het dier behoort tot het geslacht Gephyrota. De wetenschappelijke naam van de soort werd voor het eerst geldig gepubliceerd in 1966 door Jean-François Jézéquel.